# Chính sách thị thực của Lào

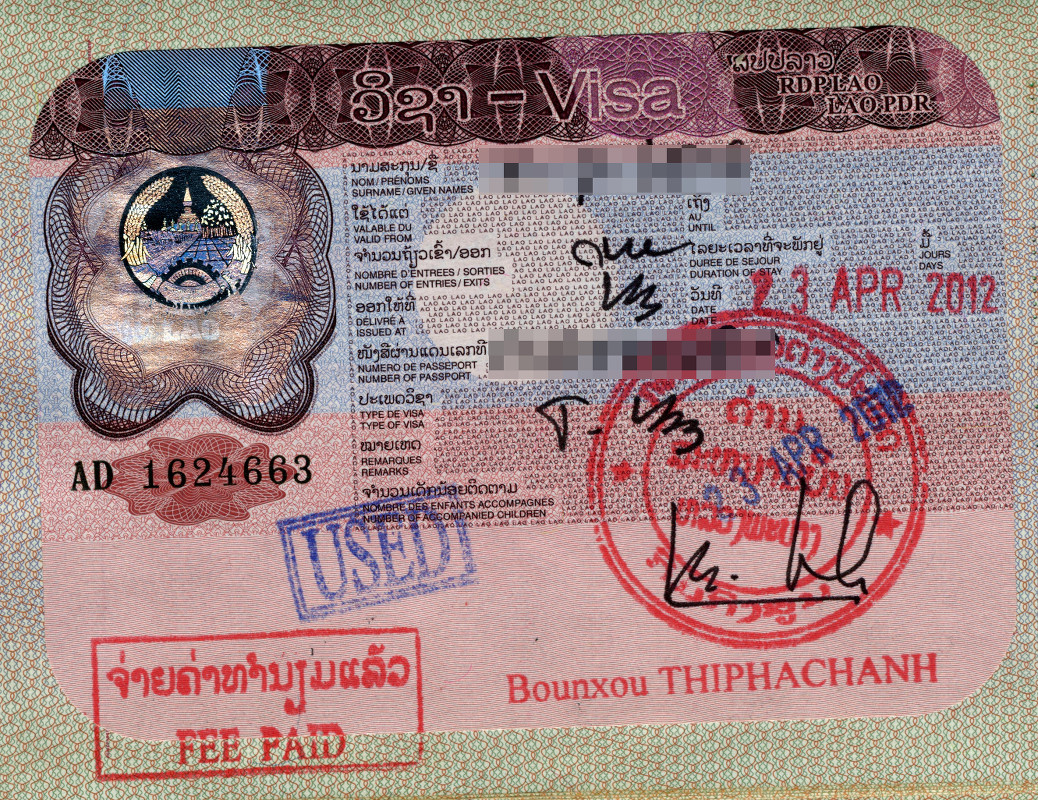
Thị thực Lào

Du khách đến Lào phải xin thị thực từ một trong những phái vụ ngoại giao Lào trừ khi họ đến từ một trong những quốc gia được miễn thị thực hoặc được làm thị thực tại cửa khẩu. Tất cả du khách phải sở hữu hộ chiếu có hiệu lực ít nhất 6 tháng.

## Bản đồ chính sách thị thực

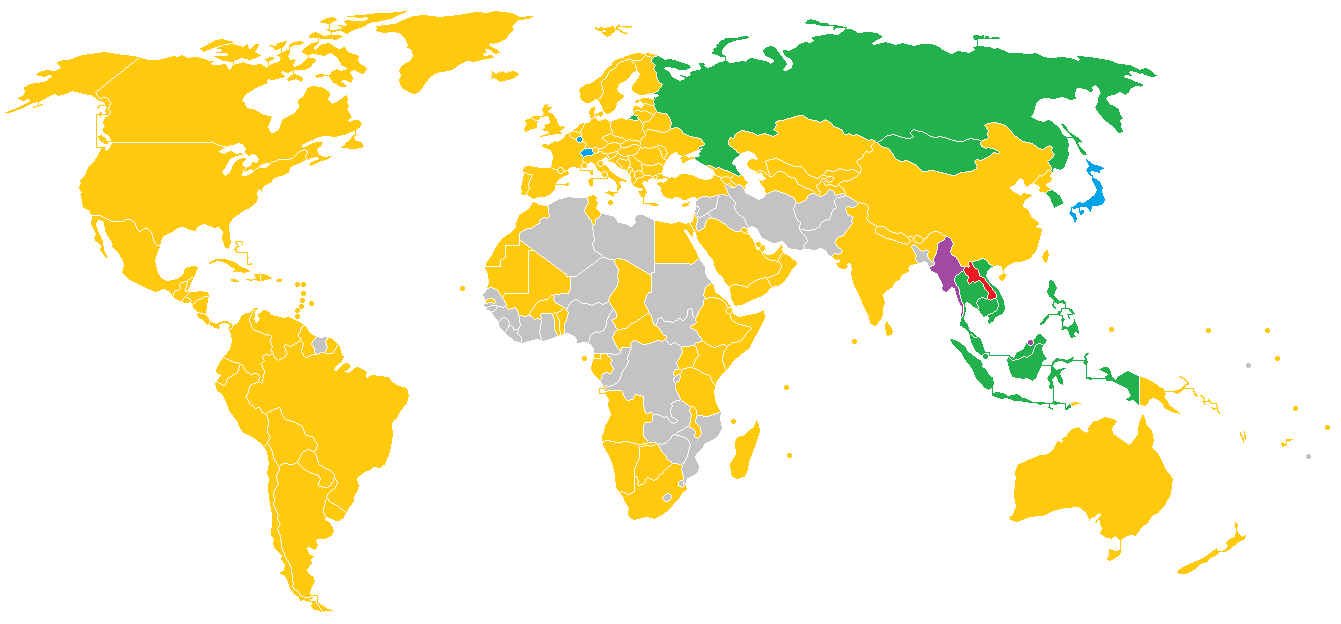
Chính sách thị thực Lào
Lào
Miễn thị thực (30 ngày)
Miễn thị thực (15 ngày)
Miễn thị thực (14 ngày)
Thị thực tại cửa khẩu (30 ngày)
Cần có thị thực hoặc phê chuẩn chính thức từ trước

## Miễn thị thực
Công dân của 15 quốc gia sau có thể đến Lào mà không cần thị thực (thời gian trong ngoặc):
| - Brunei (14) - Campuchia (30) - Indonesia (30) - Nhật Bản (15) - Luxembourg (15) - Malaysia (30) - Mông Cổ (30) - Myanmar (14) | - Philippines (30) - Nga (30) - Singapore (30) - Hàn Quốc (15) - Thụy Sĩ (15) - Thái Lan (30) - Việt Nam (30) |

Ngoài ra, chỉ người sở hữu hộ chiếu ngoại giao hoặc công vụ của Nhật Bản, Pakistan, Serbia và Hàn Quốc không cần thị thực để đến làm trong 90 ngày, chỉ những người sở hữu hộ chiếu ngoại giao hoặc công vụ của Armenia, Azerbaijan, Belarus, Trung Quốc, Cuba, Cộng hòa Séc, Gruzia, Hungary, Ấn Độ, Kazakhstan, Kyrgyzstan, Moldova, Myanmar, Cộng hòa Dân chủ Nhân dân Triều Tiên, Ba Lan, Nga, Tajikistan, Đông Timor, Turkmenistan, Ukraina và Uzbekistan không cần thị thực để đến Lào trong 30 ngày và chỉ những người có hộ chiếu ngoại giao hoặc công vụ của Indonesia không cần thị thực để đến Lào trong 14 ngày.
Hiệp ước miễn thị thực đã được ký với Nga vào ngày 8 tháng 9 năm 2016 nhưng chưa được thông qua.

## Thị thực tại cửa khẩu
Du khách đến từ các quốc gia khác có thể xin thị thực có hiệu lực 30 ngày với phí (có thể gia hạn một lần) ở hầu hết 27 cửa khẩu của quốc gia trừ:
- Napao-Chalo (Việt Nam)
- Subhun (Trung Quốc)
- Pakxan-Bueng Kan (Thái Lan)
- Xieng Kok river port (Myanmar)

Công dân của các quốc gia sau không thể xin thị thực tại cửa khẩu, và họ chỉ có thể xin thị thực tại cửa khẩu nếu họ có thư đảm bảo chính thức được cấp bởi Bộ Ngoại giao Lào:
- Afghanistan
- Algeria
- Bangladesh
- Burundi
- Cameroon
- Cộng hòa Congo
- Cộng hòa Dân chủ Congo
- Ghana
- Guinea
- Guinea-Bissau
- Ivory Coast
- Jordan
- Lesotho
- Liberia
- Libya
- Mozambique
- Nauru
- Niger
- Nigeria
- Pakistan
- Sénégal
- Sierra Leone
- Sri Lanka
- Suriname
- Swaziland
- Syria
- Tonga
- Thổ Nhĩ Kỳ
- Zambia
- Zimbabwe

## Thống kê
Hầu hết du khách đến Lào đều đến từ các quốc gia sau:
| Quốc gia   | 2016      | 2015      | 2014      | 2013      | 2012      | 2011      |
| ---------- | --------- | --------- | --------- | --------- | --------- | --------- |
| Thái Lan   | 2.009.605 | 2.321.352 | 2.043.761 | 2.059.434 | 1.937.612 | 1.579.941 |
| Việt Nam   | 998.400   | 1.187.954 | 1.108.332 | 910.164   | 705.596   | 561.586   |
| Trung Quốc | 545.493   | 511.436   | 422.440   | 245.033   | 199.857   | 150.791   |
| Hàn Quốc   | 173.260   | 165.328   | 96.085    | 81.799    | 53.829    | 34.707    |
| Hoa Kỳ     | 58.094    | 63.058    | 61.460    | 61.608    | 53.380    | 50.092    |
| Pháp       | 54.953    | 55.151    | 52.146    | 52.411    | 46.903    | 44.399    |
| Nhật Bản   | 49.191    | 43.826    | 44.877    | 48.644    | 42.026    | 37.883    |
| Anh Quốc   | 39.170    | 41.508    | 39.061    | 41.741    | 35.964    | 35.622    |
| Đức        | 34.018    | 31.897    | 29.800    | 29.250    | 23.417    | 21.280    |
| Úc         | 33.077    | 34.655    | 44.964    | 35.441    | 33.878    | 31.874    |
| Tổng       | 4.239.047 | 4.684.429 | 4.158.719 | 3.779.490 | 3.330.072 | 3.330.072 |